# Alfred Rosmer
Alfred Rosmer, vero nome Alfred Griot (Patterson, 23 agosto 1877 – Créteil, 6 maggio 1964), è stato un sindacalista, politico e storico statunitense naturalizzato francese.

Divenne noto scrivendo per La Vie ouvrière (VO); fu uno dei fondatori della Terza Internazionale e membro della Section française de l'Internationale communiste (SFIC)
(il futuro Partito Comunista Francese) tra il 1922 e il 1924. È stato amico di Trotsky, fino dalla sua espulsione dal PCUS nel 1924, e storico del movimento operaio.

## Biografia

### Infanzia e adolescenza
Poco dopo il suo secondo matrimonio, nel mese di aprile 1871, a Saint-Étienne (Loire), il padre di Alfred Griot, parrucchiere, che abitava a Saint-Rambert-les-Barques (Loire), emigrò negli Stati Uniti d'America con la moglie e il cognato.
Nella piccola città di Patterson, vicino a New York, i Griot ebbero due figli: Lucie nel 1874 e Alfred nel 1877.
Fino all'età di 8 anni, il giovane Alfred Griot e la sorella impararono l'inglese e frequentarono le scuole statunitensi a Patterson.
Nel 1884, la famiglia tornò in Francia dove il padre aprì un salone da parrucchiere a Montrouge. Il padre, favorevole a Dreyfus, esporrà L'Aurore nel suo salone.

Dopo aver completato le scuole elementari, Alfred Griot ottenne una borsa di studio per frequentare le scuole superiori nella città di Parigi, dove conseguì il suo diploma al Lycée Lavoisier.

Dopo aver esercitato alcuni piccoli mestieri, Alfred vinse un concorso che gli permise di diventare impiegato scrivano negli uffici comunali parigini (dal 1895 al 1911).

Naturalmente guadagnava poco e a volte arrotondava il suo stipendio facendo la comparsa nei teatri, cosa che lo costringeva a fare lunghi tragitti a piedi, a vivere frugalmente (anche frequentando i restaurants de tempérance (ristoranti dove erano proibite le bevande alcoliche), non perché era contro l'alcol, ma perché erano a buon mercato.
Il suo principale biografo, Christian Gras, osserva che "l'idea di fare carriera è stata, per lui come per altri militanti futuri, d'intelletto eccezionale e brillante, di vasta cultura,
totalmente estranea alla loro concezione della vita".

Approfitta del tempo libero che gli lascia il lavoro poco impegnativo per interessarsi al teatro, alla pittura e alla letteratura. È anche conquistato dalle idee rivoluzionarie. 
Disgustato dal parlamentarismo dei socialisti, è di tendenza anarchica. 
Aderisce a vari movimenti: Montagne Sainte-Geneviève, Étudiants socialistes révolutionnaires, Étudiants socialistes révolutionnaires internationalistes.

Avendo trascorso l'infanzia negli USA aveva una buona conoscenza della lingua inglese. Era attirato anche dal mondo anglosassone e, avendo uno spiccato amore per i viaggi, fu in grado nel 1902 di offrirsi un primo viaggio nel Regno Unito.

Impara l'italiano e il russo per leggere gli autori che gli interessano.

La sua vita non era austera. Amava le passeggiate e la natura. Allora i giovani andavano spesso a passeggiare al Bois de Boulogne e sulle rive della Marna, dove si poteva fare canottaggio. Incontrò la sua prima donna; si trasferirono a L'Haÿ-les-Roses e poi a Bourg-la-Reine. Ma la sua compagna lo lasciò abbastanza presto per vivere con un emigrato russo vicino ai circoli anarchici e gestire un negozio di gioielli artistici in Rue des Écoles e poi nei pressi della stazione ferroviaria di Saint-Lazare.

Nel giugno del 1906, Alfred firma, col nome André Alfred, il suo primo articolo sul giornale anarchico Les Temps nouveaux, una critica teatrale su Ibsen. Il teatro sarà una passione che non lo abbandonerà mai.

### La Vie ouvrière
Alfred aveva aderito nel 1899 al primo sindacato degli impiegati di prefettura.

Lentamente si allontana dall'anarchismo per avvicinarsi al sindacalismo rivoluzionario e firma i suoi primi articoli, ancora sul teatro, nel giornale La Vie ouvrière, la rivista della Confédération générale du travail (CGT), fondata da Pierre Monatte nel 1909.
Dal 1913 fa parte del "noyau" (letteralmente: nocciolo, nucleo. Nome del gruppo direttivo ufficiale) del giornale e firma con lo pseudonimo di Alfred Rosmer. 
Diventa l'esperto per gli articoli che trattano di Inghilterra e Stati Uniti. Monatte e Rosmer resteranno sempre fedeli amici.

Dal 1912 Rosmer collabora anche alla Bataille syndicaliste dove sostituisce Amédée Dunois. Inizia un congedo a tempo indeterminato dal suo impiego.
L'appassionato di teatro diventa allora cronista parlamentare dove critica gli interventi "molto Comédie-Française".
È anche severo con l'eloquenza prolissa dei parlamentari e per la volgarità che viene ostentata in alcuni circoli anarchici.
Il suo interesse per le questioni internazionali lo porta a viaggiare molto nel Regno Unito, Svizzera, Belgio, per partecipare a conferenze o seguire scioperi, incontrare militanti.
Nel 1913 è inviato alla Conférence syndicaliste internationale che si tiene a Londra. 
La CGT e VO, in disaccordo con la creazione di un'internazionale di questo tipo, hanno rifiutato di parteciparvi ufficialmente. Rosmer è sempre curioso di incontrare militanti stranieri.

### La guerra
Allo scoppio della guerra nel 1914, Rosmer e Pierre Monatte non sono d'accordo con la politica dell'Union sacrée.
Si rifiutano di sottoporre a censura La Vie ouvrière, che cessa così le pubblicazioni. 
Rosmer è reclutato, ma resta vicino a Parigi e può continuare la sua attività militante.
Sempre in sintonia con Monatte, diventa l'anima di un piccolo gruppo internazionalista. 
Organizza la distribuzione clandestina in Francia di Au-dessus de la mêlée (Al di sopra della mischia), pubblicato in Svizzera da Romain Rolland. È in questo periodo che stringe amicizia con dei militanti russi in esilio a Parigi, in particolare con Trotsky e Martov che partecipavano alle riunioni di La Vie ouvrière. Quasi ogni domenica, Rosmer trascorreva la giornata in una delle abitazioni parigine di Trotsky.
Non poté recarsi alla conferenza di Zimmerwald che riunì, al di fuori delle strutture tradizionali, sindacalisti e socialisti. È lì che si creò il Comité pour la reprise des relations internationales (Comitato per la ripresa delle relazioni internazionali). 
Rosmer partecipa alle riunioni del gruppo e firma con Trotsky, il 29 febbraio 1916, nel Bulletin de Zimmerwald un manifesto che indicava chiaramente la necessità di una nuova Internazionale.

È durante questo periodo che incontra in una riunione pacifista Marguerite Thevenet che rimarrà la sua compagna fino alla morte.

### Il Comitato della Terza Internazionale
Dal 1917, sostiene la Rivoluzione russa e si impegna risolutamente nella diffusione delle pubblicazioni bolsceviche.
Sempre d'accordo con Monatte, difende la linea di un movimento internazionalista basata su un sindacalismo rivoluzionario.

La Vie ouvrière riappare il 30 aprile 1919. Al congresso della Confédération générale du travail (CGT) a Lione, che ha frequentato e di cui ha fatto il resoconto, il discorso di Monatte tracciava il programma della minoranza sindacalista.
Il "Comitato per la ripresa delle relazioni internazionali", nel maggio 1919 diventa il "Comitato della III Internazionale" che delega Rosmer a Mosca per il II congresso della Terza Internazionale e che sarà chiamata anche Internationale Communiste (IC).
Rosmer rimarrà in Russia diciassette mesi durante i quali frequenterà tutti i dirigenti bolscevichi, in particolare Trotsky e Lenin e i dirigenti dell'IC come Zinoviev con il quale i rapporti saranno sempre tesi.
È ammesso al Comitato Esecutivo dell'IC e siede alla Commission des problèmes internationaux che presiede diverse volte e alla commissione sindacale. Entra nel "petit bureau" del comitato esecutivo accanto a Zinoviev, Radek, Bucharin e Béla Kun autorità dell'IC.
Ha lavorato principalmente all'interno degli organi dell'IC. Le sue prese di posizione furono risolute.
Nelle discussioni interne, se aveva delle differenze tattiche, o altro di più profondo, non voleva farle conoscere all'esterno: non voleva danneggiare l'azione dell'IC con cui era d'accordo sui punti essenziali.
Rosmer approva globalmente la politica dei bolscevichi, anche se non minimizza le difficoltà della rivoluzione negli articoli che invia alla stampa.
Non può immaginare di non essere d'accordo con la repressione di Kronstadt e non crede nella possibilità di un assassinio degli altri delegati francesi anarcosindacalisti Marcel Vergeat, Jules Lepetit e Raymond Lefebvre, misteriosamente scomparsi nel Grand Nord durante il tentativo di tornare in Francia passando da Murmansk.

Christian Gras osserva che per Rosmer sarà un argomento dolente per il resto della sua vita.
Il vecchio anarchico accetta anche la necessità della dittatura del proletariato, radicalmente diversa dal socialismo parlamentare. 
La sua presenza a Mosca non gli permette di partecipare direttamente alla preparazione del Congresso di Tours. Monatte, che non ha ancora fatto il passo di aderire ad un partito, e Rosmer sono vicini ai militanti del Comitato della III Internazionale (Fernand Loriot, Boris Souvarine,...) e non hanno che sfiducia e disprezzo per Frossard o per Cachin, i due dirigenti "centristi" della giovane sezione francese dell'Internazionale Comunista (SFIC in seguito ribattezzata Partito Comunista Francese).

### Creazione dell'Internazionale Sindacale Rossa
Nel luglio 1921 Rosmer partecipa al congresso costituente dell'Internazionale Sindacale Rossa (SRI).
La questione del rapporto tra le due internazionali è estremamente delicato.
Per gli anarco-sindacalisti, il sindacato è lo strumento principale per portare a compimento con successo la rivoluzione operaia, mentre la visione leninista dà il primato al partito. 
Rosmer è l'unico relatore dopo la defezione di Zinoviev, se la cava con un discorso abile: 
dal momento che la maggioranza dei delegati era favorevole alla cooperazione delle due Internazionali, questa cooperazione tra le due internazionali auspicata dalla maggioranza dei delegati doveva essere accettabile. 
I partiti dovevano avvicinarsi ai sindacati rivoluzionari. 
Questo implicava un collegamento, non una subordinazione. 
Ma un delegato russo, Alexei Losovski, presenta un testo che prevede un collegamento organico obbligatorio tra partito e sindacato.

Rosmer non può fare di meglio che sostituire "obbligatorio" con "altamente desiderabile".

### Creazione dellaConfédération générale du travail unitaire(CGTU)
Alla fine del 1921, Rosmer è sostituito da Boris Souvarine come rappresentante francese all'Internationale Communiste (IC). 
Torna in Francia, ma effettuerà ancora diversi soggiorni a Mosca tra il 1922 e il 1924. 
Nel luglio 1921, il congresso di Lilla della Confédération générale du travail (CGT) aveva visto affrontarsi la maggioranza riformista e la minoranza rivoluzionaria. 
La scissione è inevitabile. Tornato in Francia, Rosmer partecipa al congresso delle minoranze del dicembre 1921. 
Egli difende il principio di un'unica internazionale, ma si trova eccezionalmente contro Monatte, ostile al collegamento tra le Internazionali. 
Quando Monatte si ritira dalla direzione de La Vie ouvrière si fa sostituire da Gaston Monmousseau, considerato più favorevole all'indipendenza dei sindacati. 
Nel luglio del 1922, le minoranze si riuniscono per il primo congresso della CGTU di cui Rosmer ottiene finalmente l'affiliazione all'Internationale Syndicale Rouge (ISR).

### Membro dell'ufficio politico della Sezione Francese dell'Internazionale Comunista
Al suo ritorno da Mosca, Rosmer ha aderito al nuovo partito del Congresso di Tours, la SFIC (sezione francese dell'Internazionale Comunista: il futuro Partito Comunista Francese). 
Rapidamente assume le sue responsabilità. Si colloca nella "Sinistra" del partito a fianco di Suvarin, e come tale diventa membro del comitato direttivo dopo il IV Congresso del Internationale Communiste nel mese di dicembre 1922. 
È stato poi eletto all'Ufficio politico nel gennaio 1923 e rieletto al Congresso di Lione nel gennaio 1924.
In realtà Rosmer non ha mai ricoperto incarichi di grande importanza all'interno della SFIC.
Non conserva per molto tempo la carica di segretario generale de L'Humanité, posizione per la quale sembra così adatto. 
A Mosca, si era opposto a Zinoviev e a Parigi, naturalmente si oppone a Albert Treint, l'uomo di Zinoviev nominato cosegretario dell'ufficio politico dal 1922. 
Treint conduce una campagna contro i "droitiers". 
Il 18 marzo 1924, Rosmer si astiene dalla votazione in seno al comitato direttivo sulle tesi di Treint, mentre Monatte e Suvarin votano contro. 
Fu al quinto congresso dell'Internationale Communiste che Rosmer divenne pienamente consapevole della situazione, della probabile eliminazione di Trotsky, del trionfo dei sostenitori di Zinoviev e quindi del gruppo di Treint che entrò in forza nel comitato esecutivo dell'Internationale Communiste.
Presente al V Congresso dell'IC, Rosmer vede delinearsi l'eliminazione di Trotsky a favore di Zinoviev. 
Tornato a Parigi, ha diffuso gli appunti di Lenin (il "Testamento"). 
Deve allora spiegarsi davanti all'Ufficio Politico, per aver fatto circolare dei "pettegolezzi".

Monatte e Rosmer vengono poi tenuti in disparte ed esclusi dal Bureau politique nell'ottobre 1924. In una conferenza nazionale straordinaria sono accusati di "frossardismo grossolano, individualismo anarchico, trotskismo volgare".

### La vita dopo il partito (1925-1940)
Monatte e Rosmer conducono prima una lotta in comune con un giornale sindacalista-comunista, La Révolution prolétarienne. 
Trotsky chiede loro di chiudere la rivista, di agire come dei soldati del partito, di rivolgersi all'Esecutivo del Comintern per chiedere una revisione del loro caso.
Rosmer diventa sempre più critico nei confronti del IC (Internationale Communiste) e del regime sovietico, che "volta le spalle al comunismo e crea nuovi ceti di privilegiati". 
Monatte riprende il suo vecchio lavoro come correttore di bozze e diventa militante di base nel sindacato dei correttori. 
Rosmer diventa anche lui correttore, ma preferisce l'azione politica.
Quando Trotskij è espulso in Turchia, nel 1929, Alfred e Marguerite Rosmer lo aiutano cercando di organizzare una scorta per prevenire un assassinio e di ottenere i visti per dei paesi più sicuri.
Rosmer si occupa inoltre di vendere articoli di Trotsky alla stampa più diffusa.
Nel 1929 diventa capo redattore di un settimanale la Vérité e nel 1930 partecipa alla creazione di una organizzazione trotskista, la Ligue communiste. 
Divergenze sorsero ben presto tra i dirigenti, Maurice Dommanget, Raymond Molinier, Rosmer e Pierre Naville. 
Sconfessato da Trotsky sul ruolo di Molinier, Rosmer si dimette dalla Ligue communiste nel dicembre 1930 e abbandona la sua collaborazione a la Vérité quando Trotsky non reagisce alle accuse di irregolarità che Molinier manifesta contro di lui nel 1931.
Sostiene il piccolo gruppo trotskista scissionista La Gauche communiste, vicino alla maggior parte della Fédération unitaire de l'enseignement (École émancipée) 
e comincia a scrivere una monumentale Histoire du mouvement ouvrier pendant la guerre il cui primo volume uscì nel 1936.

Il suo mestiere di correttore di bozze gli assicura uno stipendio sufficiente per vivere modestamente nella cittadina di Les Lilas. Marguerite contribuisce anche con la sua retribuzione d'animatrice delle colonie di vacanza e di infermiera a domicilio. 
La coppia fa un paio di viaggi all'estero, in particolare in Spagna nel 1936, dove constata l'importanza della lotta degli stalinisti contro le opposizioni.

Oltre a scrivere l'Histoire du mouvement ouvrier pendant la guerre, si impegna nel denunciare i crimini stalinisti nei casi Andres Nin, Kurt Landau, Ignace Reiss.
Rosmer riallaccia i legami con Trotsky all'epoca dei processi di Mosca. L'amicizia personale è sopravvissuta alle divergenze politiche.
Partecipa ai lavori dei Comitati di studio sui processi di Mosca. 
Sprona il comitato francese ed è uno dei dieci membri della Commissione d'inchiesta istituita dal comitato statunitense. 
Trascorre così l'estate del 1937 negli USA per raccogliere testimonianze e collabora al libro Not guilty!. 
Alle riunioni a cui partecipa, sia negli Stati Uniti che in Francia, deve naturalmente affrontare l'ostilità degli stalinisti.
Rosmer, tuttavia, rimane ai margini delle organizzazioni trotskiste. Alla conferenza di fondazione IV Internazionale nel mese di novembre 1938, ha prestato la sua piccola casa di Périgny ma non vi ha partecipato. Quando Trotskij parte per il Messico, designa Rosmer come tutore di suo nipote, Sieva. 
Nel 1939, Alfred e Marguerite si incaricano di portare Sieva a Coyoacan dove si trova il nonno e nel giugno 1940, sono negli USA.

### La vita dopo il partito (1940-1964)
I Rosmer rimangono negli USA fino al 1946. Alfred fa correzioni alla Bibbia e Marguerite dà lezioni di francese. Viaggiano molto, hanno pochi contatti con i francesi negli USA, se non con Boris e Françoise Suvarin. Torna in Francia nell'estate 1946, a disagio nella unanimità nazionale della Francia dopo la guerra, si troverà pienamente d'accordo con i suoi amici della rivoluzione proletaria. Riprende il lavoro di correttore da Gallimard e Grasset e nei quotidiani. La coppia Rosmer viaggia sempre molto, soprattutto in Jugoslavia dopo la rottura Tito-Stalin.

Nel 1949 pubblica i suoi ricordi sulla sua azione nell'Internazionale comunista in un libro Moscou sous Lénine.
Gli è molto difficile trovare un editore e non riesce a pubblicare il libro fino al 1953, quando Albert Camus lo aiuta scrivendo la prefazione del libro.

Nel 1959, con l'aiuto della vendita in abbonamento, esce il secondo volume della Histoire du mouvement ouvrier de Zimmerwald à la Révolution russe. Non riuscì mai a completare il terzo volume.
Impegnato contro le guerre coloniali, firma il Manifesto dei 121.
Nel 1960, entrò con Marguerite alla casa di riposo Chardon Lagache, pur mantenendo la sua residenza, la grange. 
La morte di Monatte nel 1960 lo privò del suo più vecchio e fedele amico.
Nel 1962, la morte di Margherita e, otto giorni dopo, quella di Natalia Sedova furono per lui dure prove.

La sua attività intellettuale è rimasta molto intensa, ha continuato le sue ricerche per il suo tomo III e ha scritto prefazioni alle opere di Trotsky.
Era felice di vedere lo sviluppo di un pensiero più libero sul comunismo, accoglieva volentieri i giovani ricercatori. 
Sorridente e schivo, amichevole e riservato, caloroso e volentieri ironico, apprezzava le piccole riunioni di amici, animate dal suo umorismo e spuntini che gustava, le passeggiate nella natura che amava.
Morì il 6 maggio 1964 all'ospedale Albert-Chennevier di Créteil, due anni dopo il decesso della moglie Margaret
e quattro anni dopo la scomparsa del suo vecchio amico Monatte.

## Ritratti di Alfred Rosmer
Poliglotta. Lenin aveva detto che lui sapeva stare in silenzio in cinque o sei lingue... Egli incarna, in quello che è meglio, lo stesso tipo di attivista intellettuale, lavoratore di inizio secolo, ...»
(Philippe Robrieux)
Egli non ha rinnegato nulla di ciò che ha sempre creduto.»
(Albert Camus)

## Opere
- (FR)  Le mouvement ouvrier pendant la Première Guerre Mondiale, tome I, De l'Union sacrée à Zimmerwald, Librairie du Travail, 1936, réédition Editions d'Avron distribué par «les bons caractères», 1993.
- (FR)  Le mouvement ouvrier pendant la Première Guerre Mondiale, tome II, 'De Zimmerwald à la Révolution Russe, Mouton & Co, 1959, réédition Editions d'Avron distribué par «les bons caractères», 1993.
- (FR)  Moscou sous Lénine, Éditions Horay, 1953, réédition F. Maspero, 1970, réédition Les bons caractères, 2009
- (FR)  Correspondance Rosmer-Trotsky, Gallimard, 1982.